# پل بادنیتز

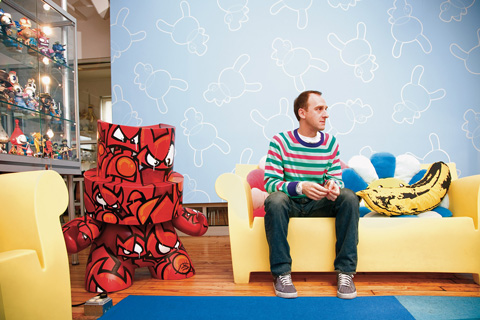
پل بادنیتز، کارآفرین آمریکایی در سال ۲۰۱۲

پل بادنیتز (۱۹۶۷) متولد کالیفرنیا، دوچرخه ساز، هنرمند و کارآفرین آمریکایی است. او مبدع شبکه اجتماعی الو است که در حال حاضر به شدت در میان کاربران اینترنت طرفدار پیدا کرده است. بادنیتز در سال ۱۹۹۰ موفق به کسب مدرک لیسانس در رشته هنر شد و کار خود در رشته فیلم سازی را آغاز کرد.